# Hirmuse (rzeka)
Hirmuse (est. Hirmuse jõgi) – rzeka w prowincji Virumaa Zachodnia w Estonii. Rzeka wypływa z terenów bagiennych rezerwatu przyrody Sirtsi (est. Sirtsi looduskaitseala) 8 km na południowy zachód od miejscowości Sonda w gminie Sonda. Uchodzi do rzeki Purtse na wschód od wsi Hirmuse. Ma długość 21,9 km i powierzchnię dorzecza 110,6 km².